# Прилесье (Тульская область)
Прилесье — деревня в Узловском районе Тульской области России.
В рамках административно-территориального устройства является центром Прилесской сельской администрации Узловского района, в рамках организации местного самоуправления входит в сельское поселение Шахтёрское.

## География
Расположена у истоков реки Люторочь, в 15 км к югу от железнодорожной станции Узловая I (города Узловая). Станция Прилесье.

## Население
| 2002 | 2010 |
| ---- | ---- |
| 312  | ↗329 |

Население — 329 чел. (2010). 